# Červená Bystřice
Červená Bystřice (německy Rote Weißeritz) je říčka v Sasku, jedna ze zdrojnic Bystřice, přítoku Labe. Je dlouhá přibližně 36,5 km a plocha jejího povodí je přibližně 161 km².
Pramení u vesnice Zinnwald-Georgenfeld u česko-německé hranice v Krušných horách ve výšce 787 metrů nad mořem. Protéká Altenberg, jejíž je Zinnwald-Georgenfeld součástí, a dále teče přes město Dippoldiswalde a západně míjí jádro města Rabenau. Na kraji Freitalu se stéká s Divokou Bystřicí, čímž vzniká Bystřice, která dále teče skrz Freital a Drážďany, kde se vlévá do Labe.
V rámci povodní v Evropě v roce 2002 patřila mezi řeky, které rozvodněním způsobily značné škody. To vedlo k rozšíření koryta a dalším stavebním protipovodňovým opatřením.
Podle řeky vede Weisseritzská dráha, úzkokolejná železnice z Freitalu do Kipsdorfu.